# 羅克城 (伊利諾伊州)
羅克城（英語：Rock City）是位於美國伊利諾伊州斯蒂芬森縣的一個村落。

## 地理
羅克城的座標為42°24′46″N 89°28′05″W / 42.41278°N 89.46806°W，而該地最高點為海拔高度277米（即909英尺）。

## 人口
根據2010年美國人口普查的數據，羅克城的面積為0.40平方千米，當中陸地面積為0.40平方千米，而水域面積為0.00平方千米。當地共有人口315人，而人口密度為每平方千米787人。